# Malagoniella virens
Malagoniella virens är en skalbaggsart som beskrevs av Edgar von Harold 1869. Malagoniella virens ingår i släktet Malagoniella och familjen bladhorningar. Inga underarter finns listade i Catalogue of Life.